# Korois

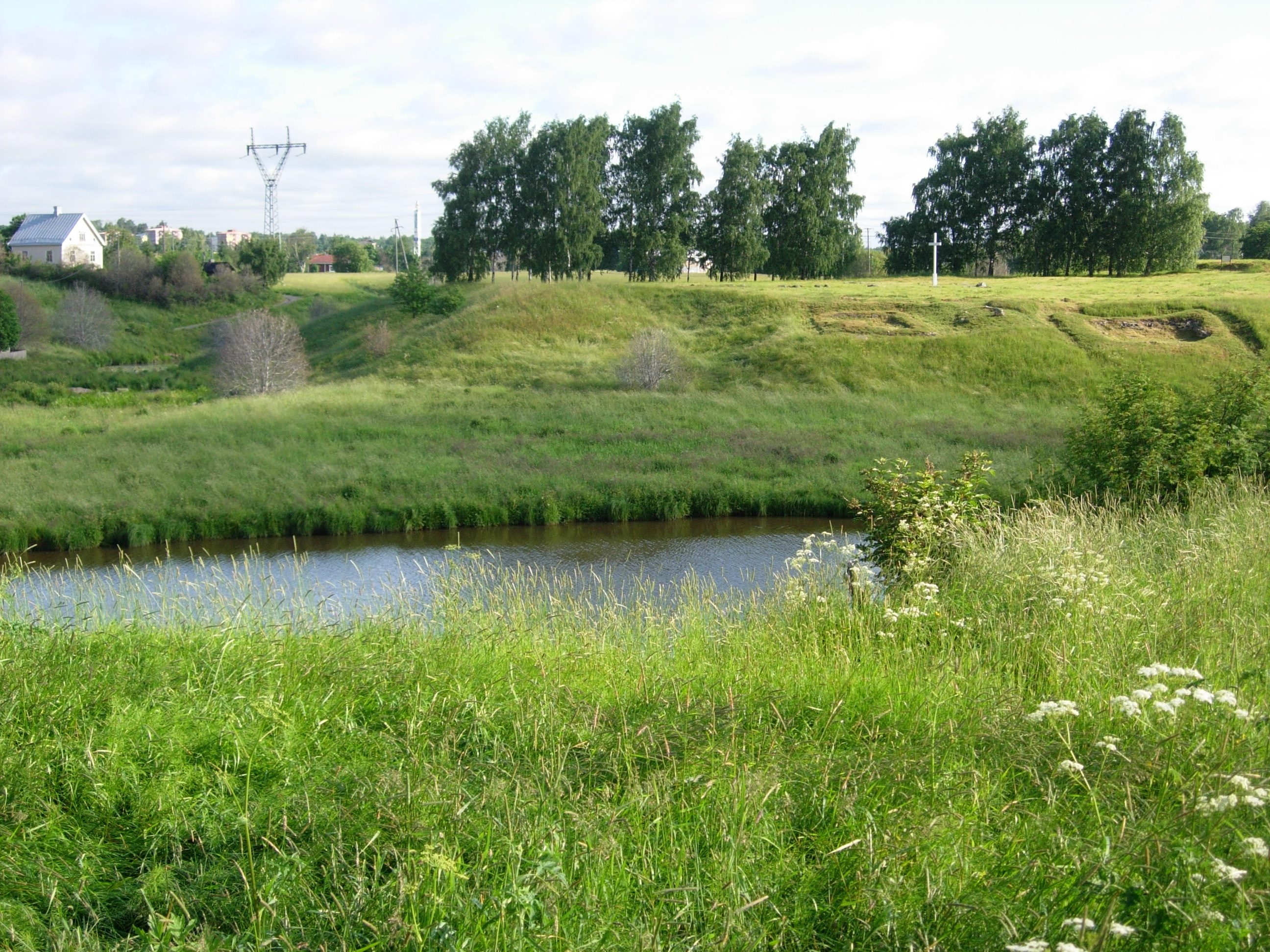
Koroisudden 2005, bortom Aura å och med Lillåns dalgång till vänster.

Korois (finska: Koroinen) är en gammal biskopsgård och ett fornminnesområde på en udde där Lillån i Räntämäki och Aura å flyter samman, två kilometer från Åbo centrum.

## Det reguljärastiftetorganiseras
Under 1200-talet omorganiserades den kyrkliga verksamheten i Finland. Missionstidens biskopar sökte sig en fast punkt för sin verksamhet och den fann man med påvligt tillstånd 1229 i Korois. Korois är beläget i ett tidigkristet område på en udde mellan Lillån i Räntämäki och Aura å som hade en god farled till havet. På udden fanns före biskopens anläggning ett kristet järnålderssamhälle med egen bykyrka och begravningsplats. En byggnadsgrund av trä och sten i strandbrinken är från 1200-talet eller tidigare och kan vara en rest av biskopens första bostad. Också utanför vallgraven finns rester av ett vikingatida gravfält och bosättning.
Vid samma tid som biskopen blev bofast ersattes de små byförsamlingarna med större socknar. De hade en präst för vars skull man kring 1260 började bära upp en kyrklig skatt, matskottet. Något senare infördes tiondet av vilket en del skulle gå till biskopen och för uppsamlingen behövdes en fast plats inom stiftet. År 1266 fick stiftet rätt att inrätta fyra kaniktjänster och detta torde ha skett på 1270-talet. Till slut flyttades biskopskyrkan ca 1300 till Unikankare i den nygrundade staden Åbo med dess bättre hamn.

## Historieskrivningen
Första gången Korois nämns i de historiska källorna är 1303 då Åbo domkyrka gjorde ett jordbyte i området. Paul Juustens biskopskrönika över Åbo stift från 1565 berättar att biskoparna Bero och Ragvaldus (ca 1260) begrovs i Räntämäki, att ett domkapitel grundades där och att biskopskyrkan flyttades ca år 1300 till Åbo. Johannes Messenius skildrar hur domkapitlet tillkom ca år 1270 och hur biskopssätet ca år 1300 flyttade till Åbo. Daniel Juslenius berättar att den första biskopskyrkan i Finland var S:t Marie kyrka litet utanför Åbo. Henrik Gabriel Porthan betvivlade att S:t Marie kyrka var Finlands äldsta biskopskyrka och antog att biskopen år 1229 flyttade från Nousis till Korois och därifrån ca år 1300 till Åbo. De flesta senare historiker antar att biskopssätet inrättades efter år 1229 i Korois och flyttade ca år 1300 till Åbo.

## Arkeologiska utgrävningar

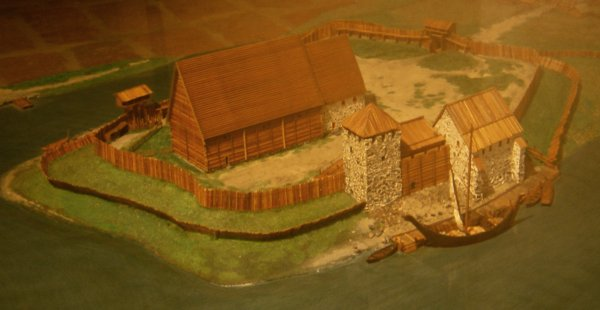
Miniatyrmodell av Korois udde under medeltiden

De inledande arkeologiska utgrävningarna gjordes under Hjalmar Appelgren-Kivalos ledning under två korta säsonger 1898 och 1899. Åren 1900, 1901 och 1902 leddes fältarbetet av Juhani Rinne. Den största överraskningen då var att hitta en kyrkgrund, vilket raderade tankarna om att Räntämäki hade varit den första biskopskyrkan i Finland. Rinne publicerade resultaten först år 1941 och då utan tillgång till utgrävningsmaterialet. På 1960-talet samlade Pentti Koivunen ihop alla utspridda föremål från Korois, alla anteckningar och kartor m.m. som han kunde finna och förtecknade Appelgrens dittills oordnade fynd. Nya provgrävningar gjordes utanför vallen åren 1974 och 1977.

### Fornminnesområdet

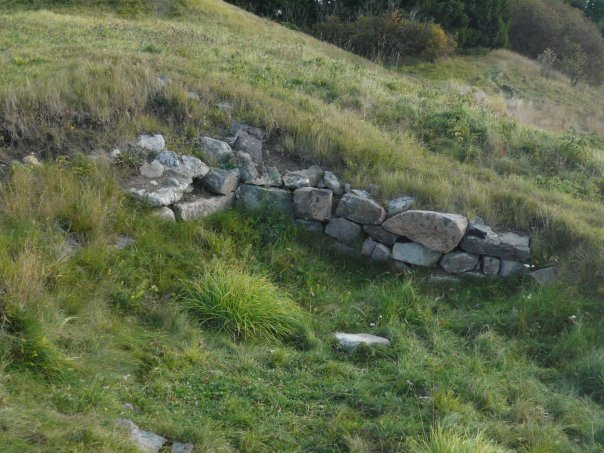
Rester av biskopsborgen i den södra sluttningen

Korois udde omfattar en ca 100 x 100 m stor platå drygt 10 m över havet. I öster avgränsas den av en vall och en vallgrav som har förstärkts med två palissader. En enkel palissad har löpt längs områdets övriga sidor. Den norra delen av platån upptas närmast palissaden av ett gravfält och en kyrkgrund. Vid kyrkgrunden finns en medeltida dräneringskanal.
På kyrkans södra sida finns en gårdsplan med rester av ett trähus. Vid den södra branten mot Aura å står från väster räknat en tornbyggnad, ett hus av trä och ett hus av sten.
Tornet i väster hade en yta om 9 x 8 m och har gått genom flera byggnadsskeden. Det uppfördes omkring år 1300. Murarnas tjocklek och mittpelaren av trä tyder på att åtminstone två våningar var av sten och kanske därtill en tredje våning av trä. Det första golvet var av sten men det ersattes senare med ett golv av tegel. Det är sannolikt fråga om ett försvarstorn. En bit öster om tornet uppfördes på 1200-talet ett tvåvåningshus av trä med en hypokaust. Husets yta var ca 100 kvm och huset förstördes i en brand ca 1400. Hopbyggt med trähuset fanns på 1300-talet ett fyravåningshus av tegel med ytan 50 kvm. Tegelvälvning och profiltegel tyder på att huset delvis användes för representation men också för försvar. Huset har använts samtidigt som det bredvidliggande trähuset och tillsammans har de antagligen bildat biskopens residens. Båda togs ur bruk ca 1400 då husens grund redan hade börjat ge kraftigt efter. Korois utmärker sig genom rikliga och ovanliga lösfynd. Mynten visar på livliga förbindelser västerut och österut. Glasfynden är få men desto finare. Keramikfynden visar på en livlig import från ett område kring Östersjöns södra delar. Många smyckefynd är i silver.

## Efter bortflyttningen
Källorna ger inte svar på frågan när biskopen flyttade från Korois till Åbo men det måste ha skett omkring 1300, möjligen redan på 1290-talet. Efter detta föll Korois bort som plats för stiftets centralförvaltning men fortsatte att användas som biskopens curia eller sätesgods. Bygget på en ny kyrka inleddes omkring år 1400 men avbröts möjligen på grund av det stora jordskredet i näsets sydvästra hörn. Uddens användning upphörde senast på 1430-talet men biskoparna fortsatte till slutet av medeltiden att datera brev på Korois gård. Petrus Gyllenius berättar år 1653 i sin skildring av en utflykt till Korois att byggnaderna på udden låg i ruiner.  År 1787 var udden en äng och i slutet av 1810-talet bröts den upp till åker. Hösten 1903 tvångsinlöste senaten udden. År 1925 fick Åbo stads historiska museum ansvaret för udden. Ett träkors restes där i början av 1950-talet. Sedan 2014 sköts fornminnesområdet av Forststyrelsen.